# Súper
Manuel Herrera López, meglio noto come Súper (Siviglia, 21 novembre 1991), è un calciatore spagnolo, difensore del Puente Genil.

## Carriera
In carriera ha giocato 33 partite nelle coppe asiatiche, di cui 7 per la AFC Champions League e 26 per la Coppa dell'AFC, tutte con lo United City.

## Palmarès

### Club

#### Competizioni nazionali
- Football League: 3

Ceres-Negros: 2017, 2018, 2019